# Козье (Речицкий район)
Козье (бел. Коззе) — деревня в Солтановском сельсовете Речицкого района Гомельской области Белоруссии.

## География

### Расположение
В 19 км на запад от районного центра и железнодорожной станции Речица (на линии Гомель — Калинковичи), 70 км от Гомеля.

### Гидрография
На реке Ведрич (приток реки Днепр), на западе мелиоративные каналы.

## Транспортная сеть
Транспортные связи по просёлочной, затем автомобильной дороге Василевичи — Речица. Планировка состоит из прямолинейной меридиональной улицы, к которой с востока присоединяются 3 прямолинейные, параллельные между собой улицы. Застройка двусторонняя, деревянная, усадебного типа.
Также около деревни находятся платформа Антополь и станция Демехи на железнодорожной линии Гомель — Лунинец — Брест.

## История
Обнаруженное археологами городище раннего железного века (в 0,7 км на запад от деревни, на правом берегу реки), свидетельствует о заселении этих мест с давних времён. По письменным источникам известна с начала XIX века. В 1811 году во владении Солтанов. В 1850 году во владении помещика Будиновского. В 1879 году обозначена в Солтановском церковном приходе. Согласно переписи 1897 года действовали хлебозапасный магазин, трактир, в Ровенскослободской волости Речицкого уезда Минской губернии.
С 8 декабря 1926 года до 30 декабря 1927 года центр Козьевского сельсовета Речицкого района Речицкого с 9 июня 1927 года Гомельского округов. В 1930 году организован колхоз «Красный флаг», работала ветряная мельница. 76 жителей погибли на фронтах Великой Отечественной войны. Согласно переписи 1959 года в составе совхоза «Демехи» (центр — деревня Солтаново).
До 31 июля 2007 года в составе Демеховского сельсовета.

## Население

### Численность
- 2004 год — 179 хозяйств, 426 жителей.

### Динамика
- 1850 год — 49 дворов.
- 1897 год — 109 дворов, 677 жителей (согласно переписи).
- 1930 год — 186 дворов, 914 жителей.
- 1959 год — 879 жителей (согласно переписи).
- 2004 год — 179 хозяйств, 426 жителей.